# Mesaspis gadovii
Mesaspis gadovii là một loài thằn lằn trong họ Anguidae. Loài này được Boulenger mô tả khoa học đầu tiên năm 1913.